# Bahnhof Hamburg Elbbrücken

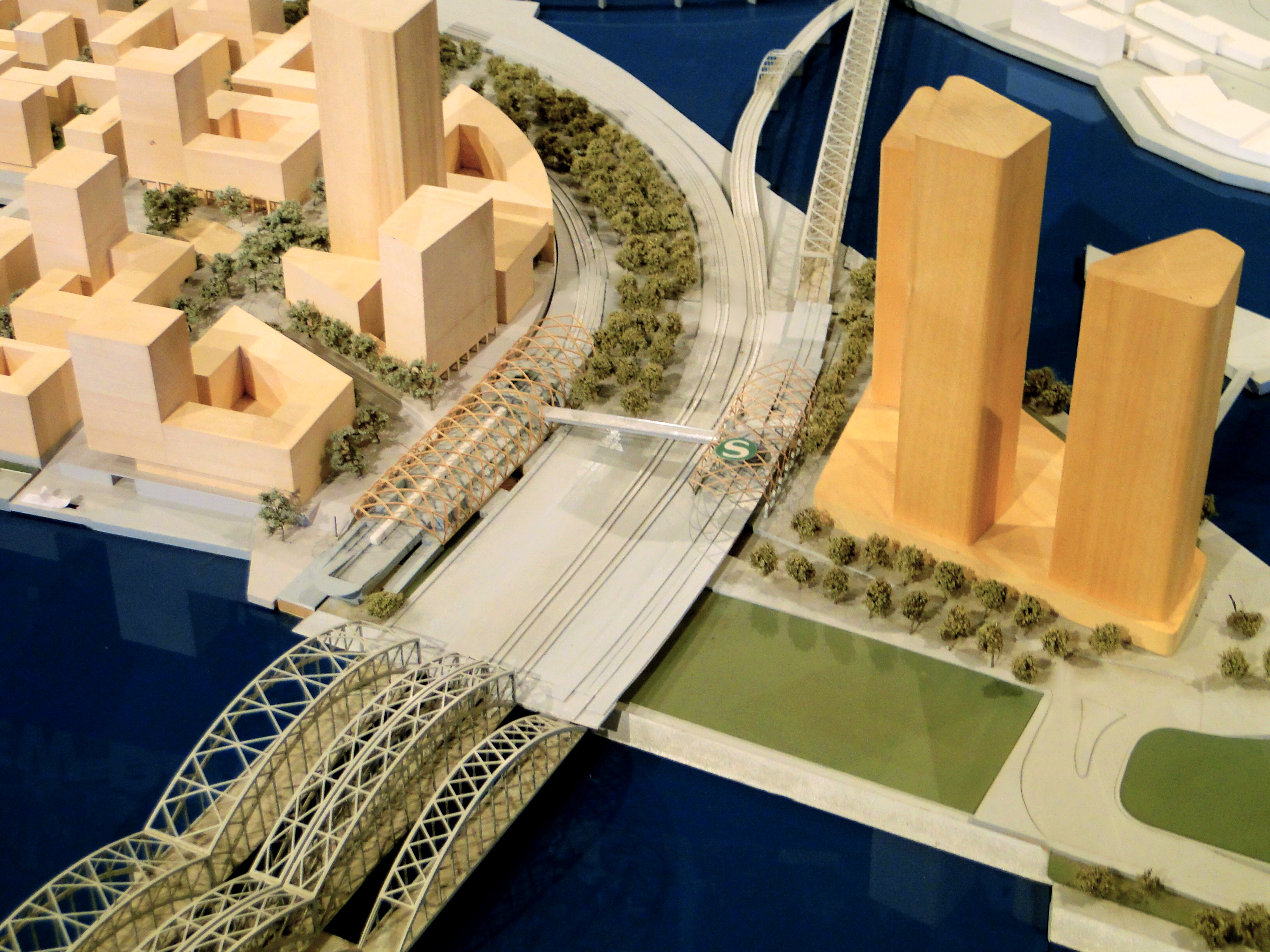
Modell der Bahnhofslage mit ursprünglich geplanter Umgebungsbebauung

Die Haltestelle Hamburg Elbbrücken ist ein Knotenpunkt der U-Bahn Hamburg und der S-Bahn Hamburg im Elbbrückenzentrum, einem Teilquartier der HafenCity am nördlichen Ende der Freihafenelbbrücke bzw. der Eisenbahn-Elbbrücke mit einem Haltepunkt der S-Bahn und einem Bahnhof der U-Bahn. Die Stationen werden von der Zweibrückenstraße unterquert. Zwischen beiden verlaufen mehrere Fernbahngleise sowie der Straßenzug Freihafenelbbrücke, über die eine Fußgängerbrücke, hinwegführt. Geplant war damit eine ÖPNV-Erschließung der östlichen HafenCity, von Teilen Rothenburgsorts sowie der nördlichen Veddel. Der U-Bahnhof des Knotenpunktes wurde am 6. Dezember 2018 eröffnet und ging am 7. Dezember 2018 in Betrieb. Der S-Bahnhof wurde am 14. Dezember 2019 symbolisch eröffnet, die Inbetriebnahme erfolgte zum 15. Dezember 2019. Das Kürzel der Station bei der U-Bahn-Betreiber-Gesellschaft Hamburger Hochbahn lautet „EB“.

## Geschichte
An nahezu gleicher Position wie der heutige S-Bahn-Haltepunkt wird auf einem Pharus-Stadtplan von 1905 eine „in Bau“ befindliche Haltestelle gezeigt. Diese Planung war eine der Folgemaßnahmen anlässlich des Umbaus der Bahnanlagen zur Eröffnung des Hamburger Hauptbahnhofes im Dezember 1906 auf der Strecke von Hamburg Hauptbahnhof nach Harburg Hbf über die so genannte „Pfeilerbahn“. Nach dem Haltepunkt Oberhafen am 1. Mai 1908 wurde der Haltepunkt Elbbrücke am 1. Juli 1908 eröffnet. 1944 wurde der Betrieb dieser Haltepunkte eingestellt, die Bahnsteige waren allerdings noch Jahrzehnte danach vorhanden.
Eine U-Bahn- bzw. Hochbahn-Station an den Elbbrücken war bereits in den 1920er und in den 1950er Jahren in Planungen für den Alsterhalbring vorgesehen. Dafür sollte die dafür vorbereitete zweite Ebene der Freihafenelbbrücke die Gleise der Strecke zum Freihafen aufnehmen.

## U-Bahnhof Elbbrücken
Der U-Bahnhof Elbbrücken des Knotenpunktes ist ein oberirdischer Bahnhof der Hamburger Hochbahn AG (HHA). Die Eröffnung fand am 6. Dezember 2018 statt. Ein alter Arbeitstitel war Chicago Square. Der U-Bahnhof hatte 2019 montags bis freitags täglich 2567 Ein- und Aussteiger.

### Planungs- und Bauablauf
Am 15. Januar 2013 beschloss der Hamburger Senat den Weiterbau der U4 um etwa einen Kilometer und um eine weitere Station bis zu den Elbbrücken. Baubeginn für die Verlängerung war am 21. Juni 2013. Für den Bahnhof mussten im Bahnhofsbereich zwei Straßen verlegt, ein Bunker abgerissen und ein Gelände des BSH (ehemaliges Schiffslager, „Kika“ genannt), auf dem mehrere Gebäude standen, geräumt werden.
Baubeginn für die eigentliche Station war am 7. April 2015.

### U-Bahn-Station
Der U-Bahnhof liegt direkt am Nordufer der Norderelbe und an der Westseite der Freihafenelbbrücke. Damit ist entschieden, dass der obere Teil der Freihafenbrücke, der ursprünglich für eine U-Bahn-Trasse vorgesehen war, bei einer möglichen Verlängerung der U4 zur Veddel nicht genutzt wird. Die beiden Seitenbahnsteige befinden sich auf einer Brücke über die verlegte Zweibrückenstraße.
Die Bahnsteige haben eine Länge von 130 Metern. Bei einer eventuellen Verlängerung würde der Bahnsteig um 13 Meter in Richtung Süden ausgebaut werden. Die Bahnsteige sind durch eine Fußgängerbrücke, den sogenannten „Skywalk“, verbunden. Mit der Fertigstellung der parallel gelegenen S-Bahn-Station Elbbrücken wurde diese Brücke über die Straße Freihafenbrücke und die Fernbahngleise hinweg bis zur neuen S-Bahn-Station verlängert und bietet somit eine wettergeschützte Umsteigemöglichkeit.
Noch vor dem Bahnhof und damit im Steigungsbereich aus dem Tunnel heraus ist eine doppelte Weichenverbindung zwischen den Gleisen eingerichtet, da es wegen der Norderelbe hinter dem Bahnhof nicht möglich ist.
Die Gestaltung des U-Bahnhofs ist das Ergebnis einer Ausschreibung, die das Architekturbüro Gerkan, Marg und Partner mit den Architekten Volkwin Marg und Jürgen Hillmer für sich entscheiden konnte. Außen liegende Stahlträger tragen die innere Glasfassade in Röhrenform.

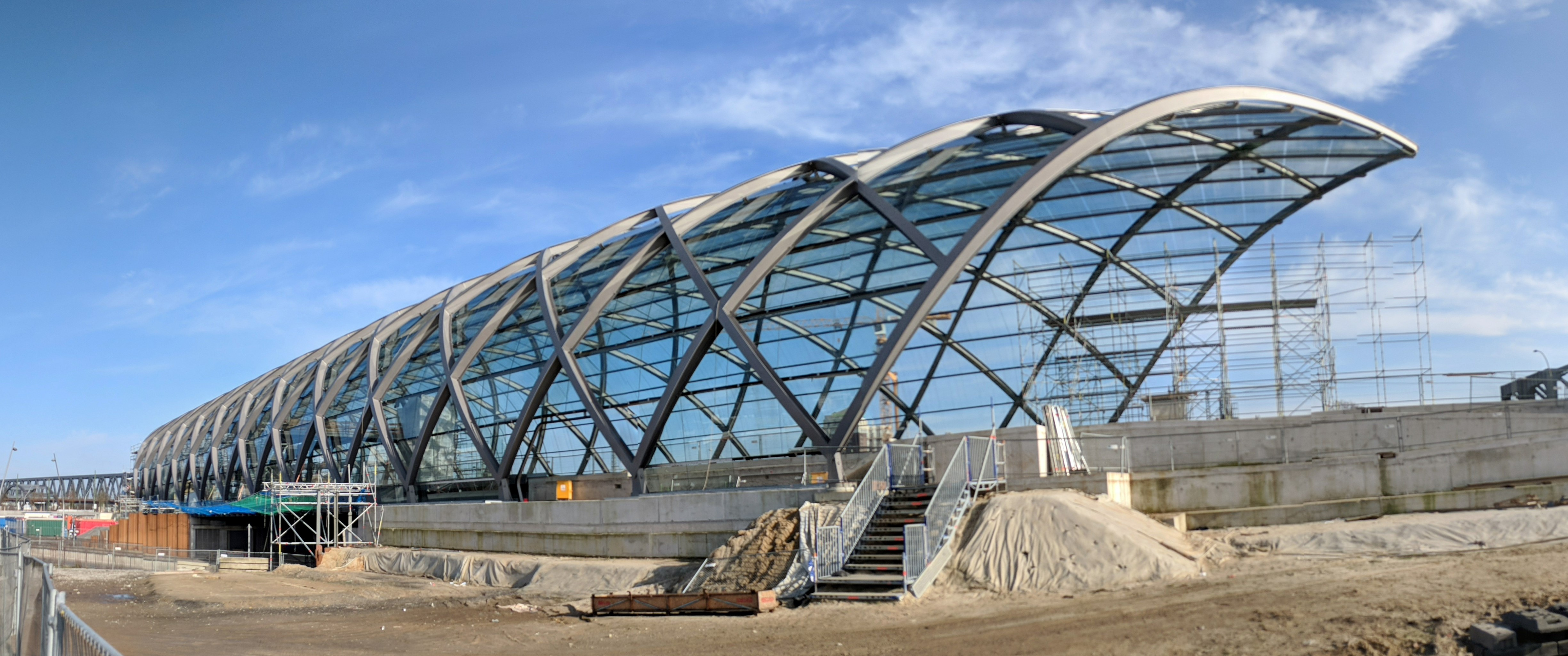
Trägergerüst der U-Bahn-Bahnsteighalle (Februar 2018)
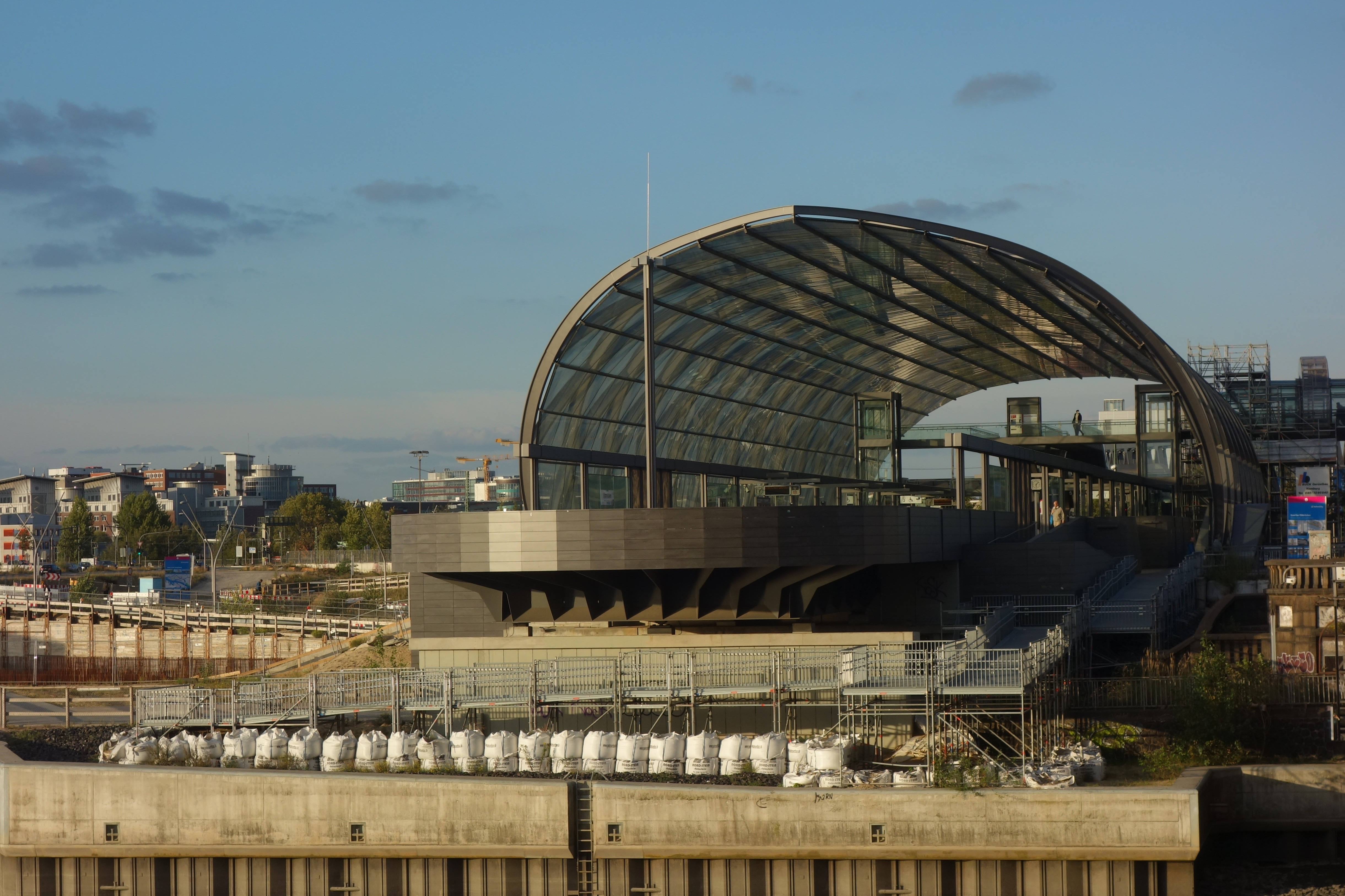
U-Bahnsteig mit Aussichtsplattform September 2020
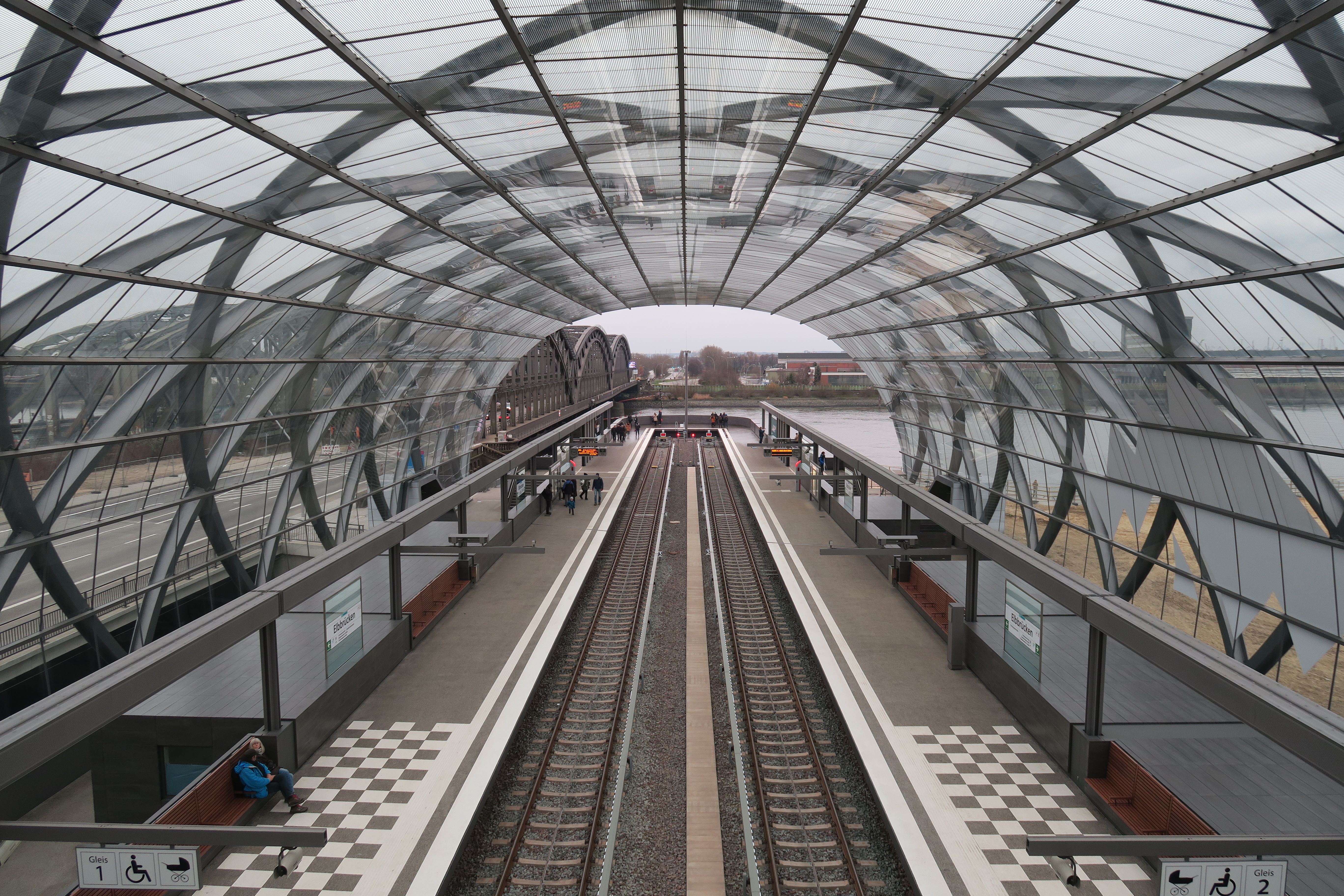
Blick vom Skywalk auf die U-Bahnsteige

### Eröffnung
Nach fünfeinhalb Jahren Bauzeit fand die feierliche Eröffnung des U-Bahnhofs Elbbrücken am 6. Dezember 2018 statt. Hamburgs Ersten Bürgermeister Peter Tschentscher und Enak Ferlemann, Staatssekretär aus dem Bundesverkehrsministerium, eröffneten den Bahnhof.
| Linie | Verlauf |
| ----- | --- |
| U 4   | (in Planung: Moldauhafen –) Elbbrücken – HafenCity Universität – Überseequartier – Jungfernstieg – Hauptbahnhof Nord – Berliner Tor – Burgstraße – Hammer Kirche – Rauhes Haus – Horner Rennbahn – Legienstraße – Billstedt (im Bau: – Stoltenstraße – Horner Geest) |

## S-Bahn-Haltepunkt Elbbrücken
Die S-Bahn-Station Elbbrücken ist ein Haltepunkt der Harburger S-Bahn, einem Teil der S-Bahn Hamburg. Der Haltepunkt schließt sich direkt nördlich an die Eisenbahnbrücke über die Norderelbe an und endet wenige Meter vor der Brücke über den Billhafen. Der Bau begann im August 2017 nach den Plänen der gleichen Architekten wie beim U-Bahnhof, Volkwin Marg und Jürgen Hillmer. Ursprünglich sollte die Station zusammen mit dem Bahnhof der U-Bahn zum Fahrplanwechsel im Dezember 2018 eröffnet werden, nach unerwarteten Problemen mit dem Baugrund und daraufhin erforderlichen Änderungen der Statik musste die Eröffnung des S-Bahn-Haltepunktes jedoch verschoben werden. Am 14. Dezember 2019 erfolgte die symbolische Eröffnung des S-Bahn-Bahnsteiges durch den Ersten Bürgermeister Peter Tschentscher, Staatssekretär Enak Ferlemann sowie DB-Infrastrukturvorstand Ronald Pofalla. Offiziell gingen die beiden S-Bahn-Seitenbahnsteige zum Fahrplanwechsel 2019/2020 am 15. Dezember 2019 in Betrieb. Die Eröffnung erfolgte ein Jahr später als geplant.
Die Deutsche Bahn prognostizierte die Kosten Ende 2015 mit 43,39 Mio. Euro. Im Juni 2018 wurde die öffentlich bekannte Kostenprognose auf 57 Mio. Euro erhöht. Im Dezember 2018 schrieb das Hamburger Abendblatt, die Deutsche Bahn habe einen Anstieg der Kosten auf nunmehr 69 Millionen Euro bestätigt.
Täglich halten 470 S-Bahn-Züge an der Station. Untersuchungen erwarten etwa 17.000 bis 20.000 Fahrgäste pro Tag, die Zahl der Umsteiger zwischen U- und S-Bahn wurde mit 6400 Personen pro Tag prognostiziert.
Durch den zusätzlichen Halt verlängert sich die Fahrzeit zwischen den benachbarten Stationen Veddel und Hammerbrook um knapp zwei Minuten.

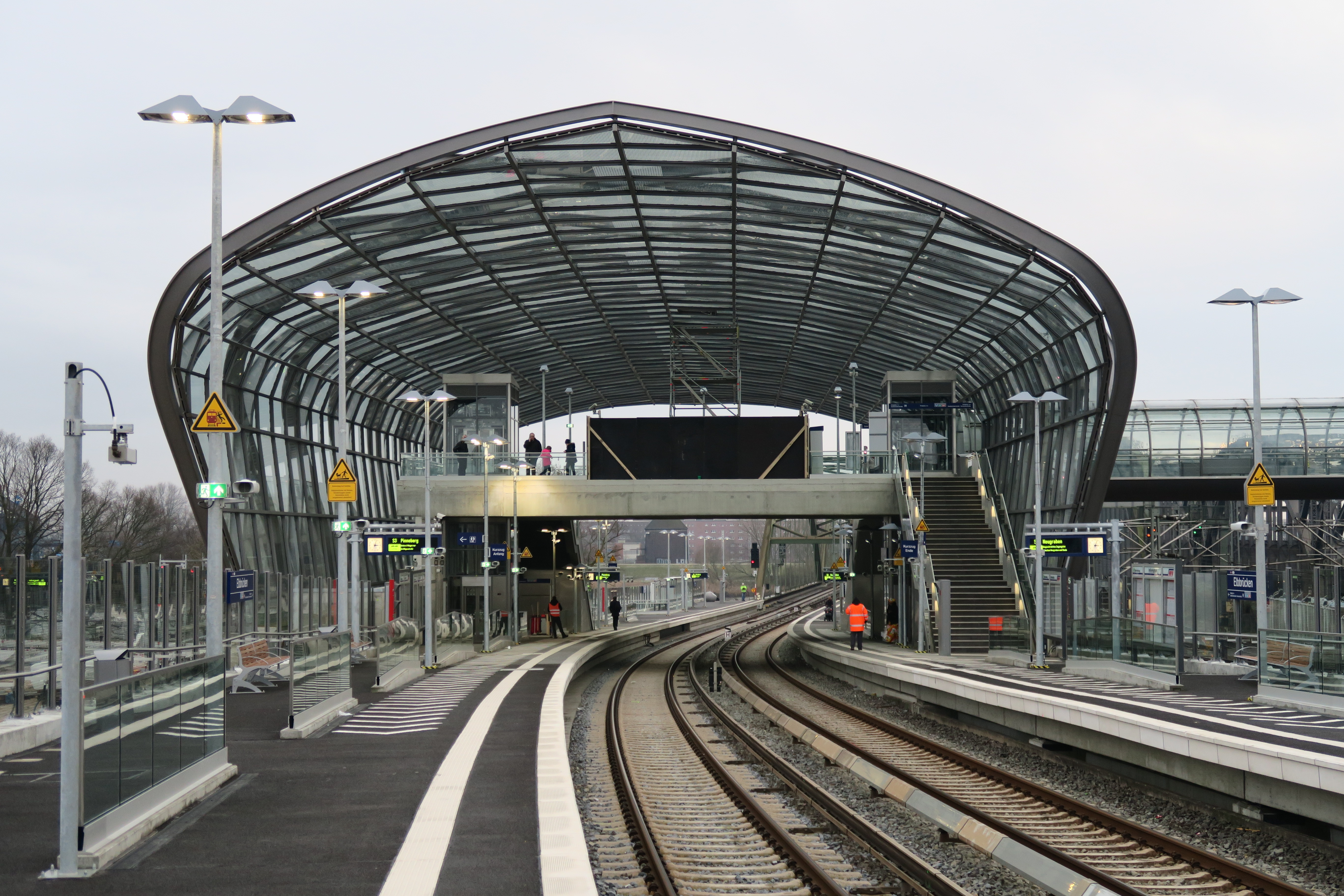
S-Bahn-Station mit Seitenbahnsteigen
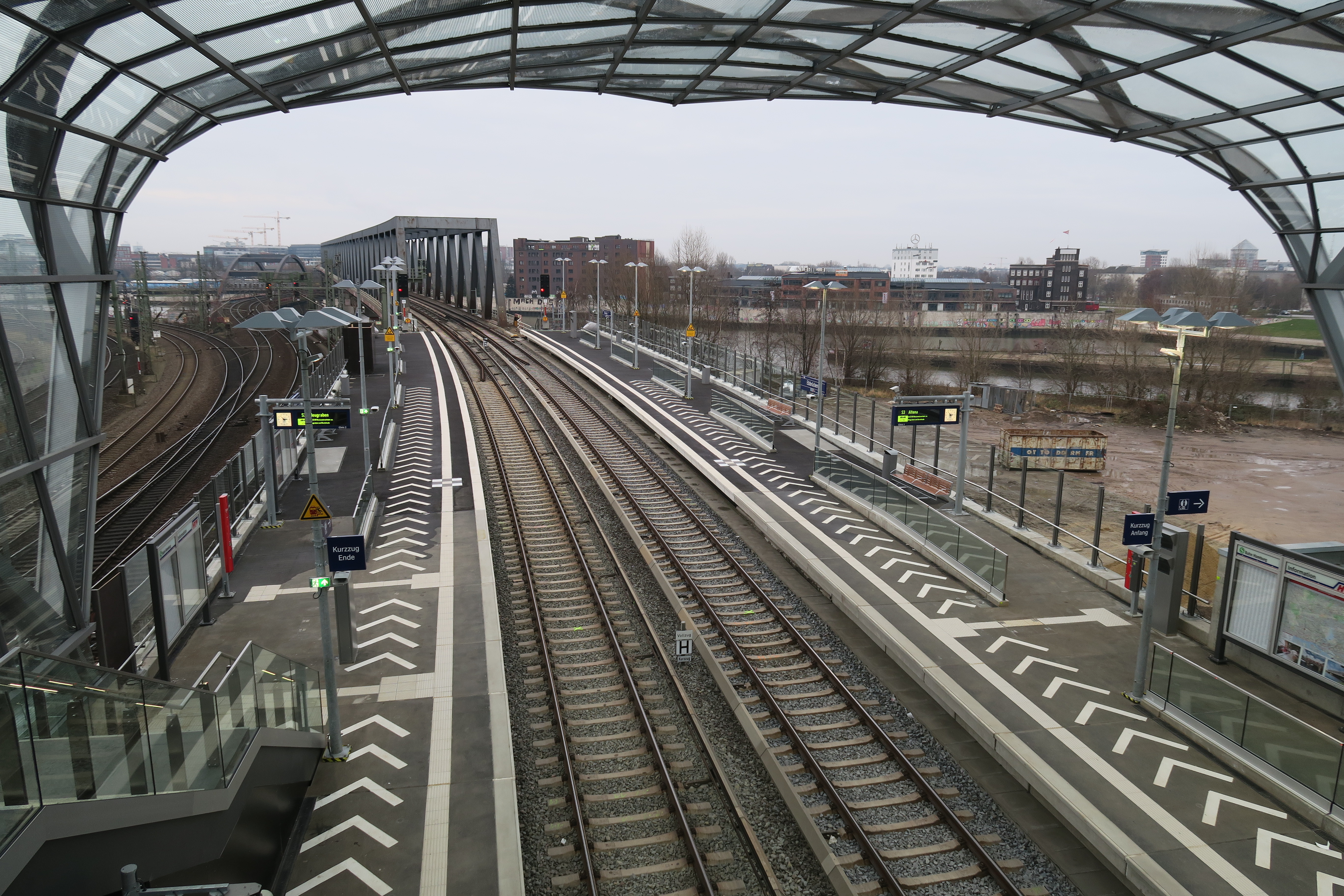
Kurvenlage und Steigung, angezeigt durch Pfeilspitzen, mit abgetrennten ebenen Ruhebereichen; Blickrichtung stadteinwärts
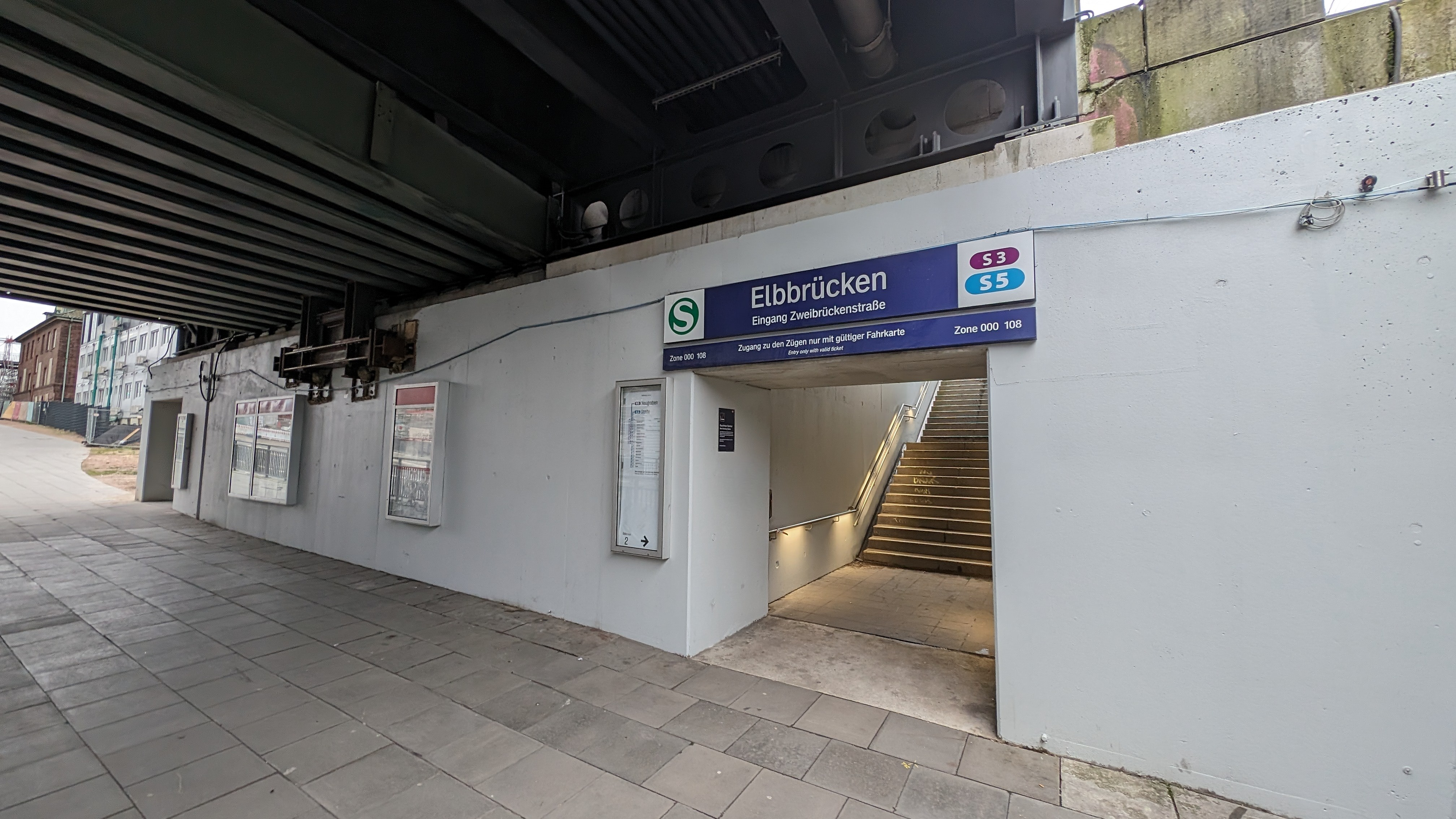
Zugang zum Bahnhof von der Zweibrückenstraße

### Typologie
Der Haltepunkt hat zwei je 210 Meter lange und 6 Meter breite Außenbahnsteige. Die S-Bahn-Strecke verläuft in diesem Bereich in einem leichten Bogen mit starkem Gefälle zwischen zwei Brücken. Die Bahnsteige weisen hierdurch eine Längsneigung von bis zu 25 Promille auf. Warnschilder machen die Fahrgäste der Station auf diese Situation aufmerksam. Zudem gibt es in Teilbereichen der Bahnsteige jeweils fünf Meter lange waagerechte Podeste, die mit Geländern vom übrigen Bahnsteig abgetrennt sind.

### Größere Störungen
Im Februar 2020 konnte die Station für mehrere Tage nicht bedient werden. Durch ein bei Bauarbeiten geöffnetes Loch in einem benachbarten Böschungswall, das vor einer Sturmflut nicht geschlossen worden war, strömten große Mengen Elbwasser in den Bereich der Zugangsanlagen des Bahnhofs und fluteten diese im Bereich der Zweibrückenstraße.
Am 8. August 2022 brannte unter der südlich an den S-Bahnhof anschließenden Straßenbrücke ein LKW und verursachte schwere Schäden an der Brücke und dem darüberliegenden Bahnsteig. Die S-Bahn-Station musste für sechs Wochen komplett gesperrt werden. Die Streckensperrung konnte nach ersten Sanierungen am 19. September aufgehoben und der Bahnhof für Fahrten stadtauswärts wieder als Halt genutzt werden. Bis zum Abschluss der Bauarbeiten durchfuhren die Züge stadteinwärts, nach Norden, die Station aber ohne Halt. Die grundlegenden Sanierungsarbeiten fanden Anfang Februar 2023 ihr Ende mit der Freigabe des zweiten Bahnsteiges; kleinere Bauarbeiten wurden erst danach beendet.
Das Gewicht des neben dem Bahnhof im Bau befindlichen Elbtowers verursachte Mitnahmesetzungen am Bahnhof. Wie im April 2025 gemeldet wurde, sind im Dezember 2024 kritische Werte für die Verkantung und Verwindung von Bahnhofsbauten erreicht bzw. überschritten worden. Die Bahn legte, weil sie die Standsicherheit der Bahnanlagen und einen störungsfreien Betrieb gefährdet sah, bereits 2021 erfolglos Widerspruch gegen die Genehmigung zum Bau des Wolkenkratzers ein. Sie ließ sich vertraglich gegen Schäden, die ihr durch den Elbtower entstehen, absichern; für solche hat der Bauherr des Büroturms aufzukommen.
| Linie | Verlauf |
| ----- | --- |
| S 3   | Pinneberg – Thesdorf – Halstenbek – Krupunder – Elbgaustraße – Eidelstedt – Stellingen (Arenen) – Langenfelde – Diebsteich – Altona – Königstraße – Reeperbahn – Landungsbrücken – Stadthausbrücke – Jungfernstieg – Hauptbahnhof – Hammerbrook (City Süd) – Elbbrücken – Veddel (BallinStadt) – Wilhelmsburg – Harburg – Harburg Rathaus – Heimfeld (TU Hamburg) – Neuwiedenthal – Neugraben |
| S 5   | (im Bau: Kaltenkirchen – Kaltenkirchen Süd – Henstedt-Ulzburg – Ulzburg Süd – Tanneneck – Ellerau – Quickborn – Quickborn Süd – Hasloh – Bönningstedt – Burgwedel – Schnelsen – Schnelsen Süd – Hörgensweg – Eidelstedt Zentrum – ) Elbgaustraße – Eidelstedt – Stellingen (Arenen) – Langenfelde – Diebsteich – Holstenstraße – Sternschanze – Dammtor – Hauptbahnhof \ Hauptstrecke – Hammerbrook (City Süd) – Elbbrücken – Veddel (BallinStadt) – Wilhelmsburg – Harburg – Harburg Rathaus – Heimfeld (TU Hamburg) – Neuwiedenthal – Neugraben – Fischbek – Neu Wulmstorf – Buxtehude – Neukloster – Horneburg – Dollern – Agathenburg – Stade / in Tagesrandzeiten – Berliner Tor |

## Skywalk

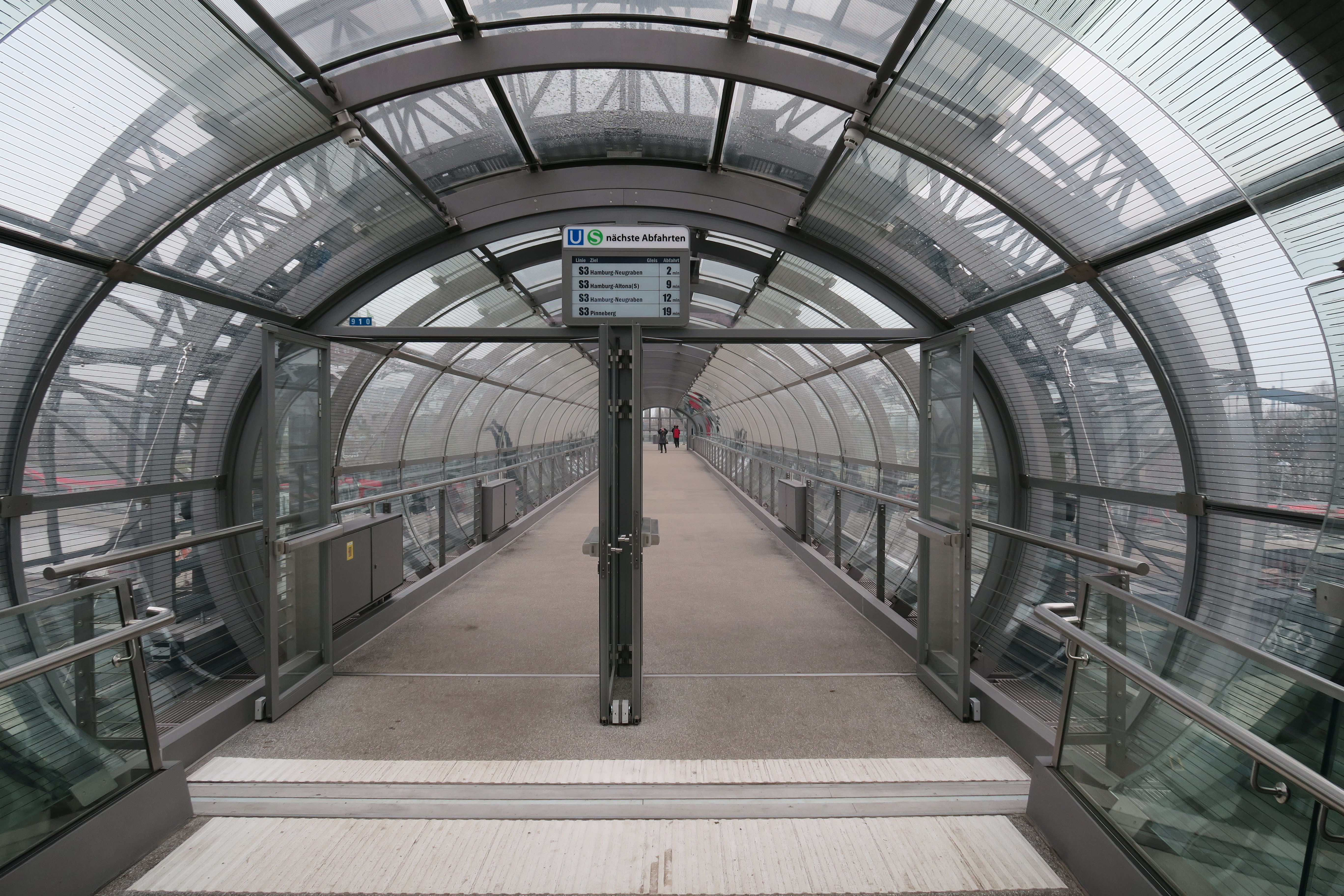
Skywalk

Da zwischen der U-Bahn- und der S-Bahn-Station die Fernbahnstrecke Wanne-Eickel–Hamburg, die Bahnstrecke Buchholz–Hamburg-Allermöhe sowie die Straßenanbindung der Freihafenelbbrücke verlaufen, werden die Stationen über eine Brücke, den so genannten „Skywalk“, verbunden. Dieser ist 65 Meter lang und verläuft in etwa neun Metern Höhe. Er wurde im Mai 2018 eingebaut. Die Kosten für dieses Bauwerk werden auf 9,17 Millionen Euro geschätzt.